# Сан Николао (Пескара)
Сан Николао (итал. San Nicolao) је насеље у Италији у округу Пескара, региону Абруцо.
Према процени из 2011. у насељу је живело 72 становника. Насеље се налази на надморској висини од 806 м.